# Meromyza arizonica
Meromyza arizonica är en tvåvingeart som beskrevs av Lidia Ivanovna Fedoseeva 1971. Meromyza arizonica ingår i släktet Meromyza och familjen fritflugor.
Artens utbredningsområde är Arizona. Inga underarter finns listade i Catalogue of Life.